# Ignacio de Villar-Villamil y Goribar

Escudo de Armas del duque consorte de Castro-Terreño.

Ignacio Joaquín de Villar-Villamil y Goribar (Ciudad de México, 20 de noviembre de 1856 - ibídem, 9 de septiembre de  1946), duque consorte de Castro-Terreño, fue un historiador, investigador y académico mexicano. Se especializó en la historia del siglo XVI de la Nueva España, en genealogía y en heráldica.

## Semblanza biográfica
Perteneció a una familia prominente que se había asentado en Nueva España desde 1696. Heredero del segundo mayorazgo de López de Peralta, fundado por Gerónimo López y Ana Carrillo de Peralta Yanguas, descendiente esta del I marqués de Falces y de mosén Pedro de Peralta y Ezpeleta. 
Viajó a Europa para estudiar en Oxford y París, permaneciendo en Francia durante varios años. Se casó con Isabel de Guzmán y Zayas Bazán hija de familia cubana asentada en París, pero enviudó sin descendencia. En 1898, nuevamente contrajo matrimonio, esta vez, con María de la Purificación Joaquína de Ezpeleta y Álvarez de Toledo, V duquesa de Castro-Terreño, quien era descendiente de los duques de Medina Sidonia. Viviendo con su esposa en el palacio de Carais, comenzó a realizar sus trabajos de investigación de genealogía, especialmente de su familia y de muchos de los conquistadores españoles y colonizadores de Nueva España.
Por motivos familiares regresó a vivir a la Ciudad de México, continuando su labor de investigación en el Archivo General de la Nación y en la Biblioteca del Museo Nacional. Asistió a las reuniones de la incipiente Academia Mexicana de la Historia las cuales eran celebradas en el Colegio de las Vizcaínas. Fue nombrado miembro de número, tomó posesión del sillón N° 18, el 7 de junio de 1920, con el discurso "Don Luis de Castilla". Fue director interino de 1932 a 1935, y director reelecto de 1938 a 1941. Por otra parte, fue primer consejero en heráldica general, desde 1943, y presidente honorario, en 1946, de la Academia Mexicana de Genealogía y Heráldica. Murió en la Ciudad de México el 9 de septiembre de 1946.

## Obras publicadas
- Las casas de Villar y de Omaña en Asturias y el mayorazgo de Villar-Villamil, en 1910.
- Cedulario heráldico de conquistadores de Nueva España, en 1933.
- Relación que hace don Rodrigo de Vivero de lo que sucedió volviendo de gobernador y capitán general de las Filipinas y arribada que tuvo en el Japón, transcripción con notas y apuntes, en 1933.
- "La familia de Hernán Cortés", artículo publicado en la ocasión del primer centenario de la Sociedad Mexicana de Geografía y Estadística, en 1933.